# كريس شيلر
كريس شيلر (بالإنجليزية: Chris Schiller)‏ هو لاعب اللاكروس أمريكي، ولد في 18 يناير 1977 في روتشستر في الولايات المتحدة.